# Dekeyseria
Dekeyseria (Декейсерія) — рід риб триби Ancistrini з підродини Hypostominae родини Лорікарієві ряду сомоподібні. Має 6 видів.

## Опис
Загальна довжина представників цього роду коливається від 10 до 21 см. Зовнішністю дещо схожі на сомів з роду Lasiancistrus. Голова видовжена. Очі невеличкі. У дорослих самців є видовжені одонтоди (шкіряні нарости) на краю морди, що тягнуться до щік. Одонтоди на щоках у різних видів різняться: від помірної до значної довжини. Тулуб видовжений або дещо товстий вкрито кістковими пластинками, з боків вони мають довгі гостри одонтоди, які утворюють кілі. Спинний плавець помірно довгий. Грудні та черевні плавці доволі широкі. У самців вони з довгими одонтодами. Жировий плавець крихітний. Хвостове стебло звужується. Хвостовий плавець короткий, широкий.
Забарвлення світло-сіре, буре, жовто-коричневе з темними плямами або світлими (жовтими або білими) смугами від голови до хвостової частини. Здатні змінювати колір наче хамелеони у відповідності до місцевості, що їх оточує, або за настроєм.

## Спосіб життя
Це демерсальні риби. Воліють до прісної води з температурою 22-26 °C. Зустрічаються переважно у водах з повільною течією та коричневою водою. Активні у присмерку та вночі. Ховаються під камінням або під корчами. Живляться водоростями.

## Розповсюдження
Мешкають у басейнах річок Амазонка (у заплавних озерах), Ріо-Негро і Оріноко (верхів'я).

## Тримання в акваріумі
підходить невисокий — 30-35 см — акваріум з великою площею дна. На дно викладається дрібний пісок сірого або білого кольору. Зверху укладають камені неправильної форми середнього розміру з пласкою підошвою. Знадобиться корч. Рослини актуальні уздовж заднього скла.
Є агресивні риби. Містять групою від 5 особин. Добре уживаються з іншими лорікарієвими сомами, які не страждають зайвою агресивністю. З інших риб сусідами можуть стати харацинові і коридораси. Годують свіжими овочами, ошпареним листям салату, кропиви, кульбаби. З технічних засобів знадобиться внутрішній фільтр середньої потужності, компресор. Температура тримання повинна становити 24-26 С.

## Види
- Dekeyseria amazonica
- Dekeyseria brachyura
- Dekeyseria niveata
- Dekeyseria picta
- Dekeyseria pulchra
- Dekeyseria scaphirhyncha